# Jarhorów
Jarhorów (ukr. Яргорів) – wieś na Ukrainie w obwodzie tarnopolskim, w rejonie czortkowskim.
Do 2020 w rejonie monasterzyskim.